# Агилар, Абель
А́бель Энри́ке Агила́р Та́пиас (исп. Abel Enrique Aguilar Tapias; род. 6 января 1985, Богота, Колумбия) — колумбийский футболист, полузащитник. Выступал за сборную Колумбии. Участник чемпионатов мира 2014 и 2018 годов.

## Клубная карьера

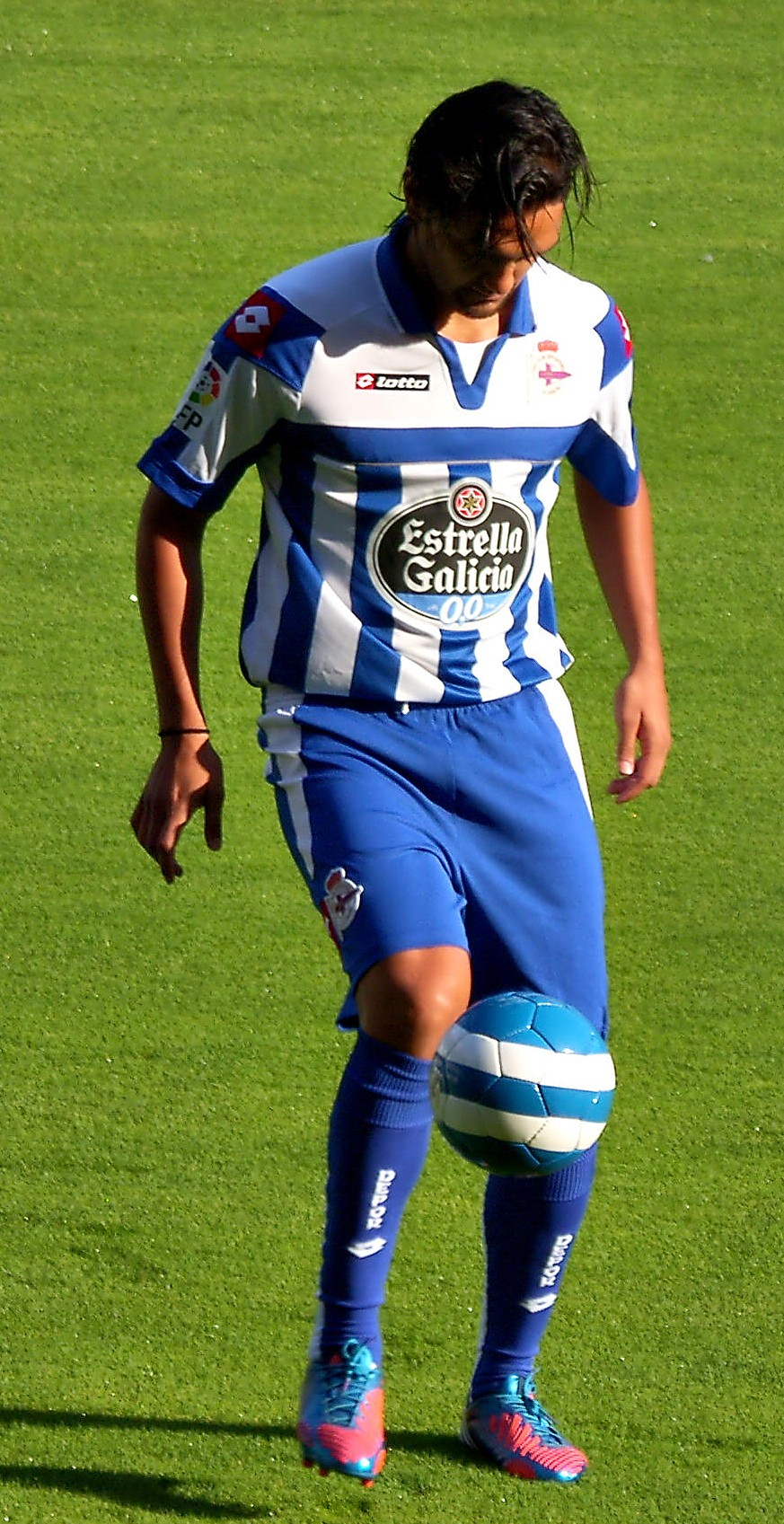
Агилар в форме «Депортиво Ла-Корунья»

Агилар — воспитанник футбольной академии «Депортиво Кали». В основном составе он дебютировал в 2002 году. В 2005 году в составе «Депортиво» Абель стал выиграл чемпионат Колумбии. За команду он провёл 102 матча и забил 3 мяча.
В том же году он перешёл в итальянский «Удинезе» и был сразу же отдан в аренду в клуб Серии B «Асколи» из-за переизбытка в заявке иностранных футболистов. Переход затянулся из-за проблем с документами, поэтому Абель пропустил предсезонную подготовку и присоединился к новой команде всего на месяц. Дебютировать за «Асколи» он так и не успел, вернувшись в расположение «Удинезе». 5 февраля 2006 года в матче против «Ювентуса» Агилар дебютировал в Серии А, заменив во втором тайме Антонио Ди Натале.
Из-за высокой конкуренции, он не смог закрепиться в команде и начал ходить по арендам. Сезон 2007/2008 Агилар провёл в клубе испанской Сегунды «Херес». В следующем сезоне он перешёл в «Эркулес». 31 августа 2008 года в матче против «Кордобы» он дебютировал за новую команду. 14 декабря в поединке против «Тенерифе» Абель забил свой первый мяч за новую команду. За команду из Аликанте он провёл 35 матчей и забил 9 мячей. Следующим клубом арендовавшим полузащитника стала «Сарагоса». 30 августа 2009 года в матче против «Тенерифе» он дебютировал Ла Лиге. 25 сентября в поединке против хихонского «Спортинга» Абель забил свой первый мяч за новую команду.
После окончания контракта с «Удинезе», Агилар подписал постоянный контракт с «Эркулесом». Летом 2012 года он на правах аренды перешёл в «Депортиво Ла-Корунья». 20 августа в матче против «Осасуны» он дебютировал за новую команду. 27 августа в поединке против «Валенсии» Абель забил два гола и помог своей команде добиться ничьей.
В 2013 году он покинул Испанию и подписал трехлетний контракт с французской «Тулузой». 31 августа в матче против «Бастии» Агилар дебютировал в Лиге 1. 8 декабря в поединке против «Монпелье» Абель забил свой первый гол за «Тулузу». На третьем году своего пребывания во Франции Агилар получил травму колена и клуб не стал продлевать с ним контракт.
В начале 2016 года он перешёл в португальский «Белененсеш». 5 февраля в матче против «Бенфики» Агилар дебютировал в Сангриш-лиге. 13 февраля в поединке против «Морейренсе» Абель забил свой первый гол за «Белененсеш».
Летом 2016 года Агилар вернулся в «Депортиво Кали», подписав двухлетний контракт.
27 августа 2018 года Агилар подписал контракт с клубом MLS «Даллас». В высшей лиге США он дебютировал 1 сентября в техасском дерби против «Хьюстон Динамо», заменив Сантьяго Москеру на 77-й минуте. По окончании сезона 2018 «Даллас» не стал продлевать контракт с Агиларом.
15 декабря 2018 года Агилар присоединился к клубу «Унион Магдалена».
18 февраля 2020 года Абель Агилар объявил о завершении футбольной карьеры.

## Международная карьера
В 2003 году в составе молодёжной сборной Колумбии Абель принял участие в молодёжном чемпионате мира в ОАЭ. 2 декабря в матче группового этапа против молодёжной команды Японии он забил гол. В составе национальной команды он завоевал бронзовые медали. В том же году участвовал в чемпионате Южной Америки среди молодёжных команд.
В 2004 году Агилар был включён в заявку сборной Колумбии на участие в Кубке Америки в Перу. На турнире Абель забил два гола: в матче группового этапа против хозяев первенства сборной Перу и 1/4 финала против сборной Коста-Рики.
В 2005 году Агилар в качестве капитана молодёжной сборной выиграл чемпионат мира среди молодёжных команд в Нидерландах.
В том же году в составе основной сборной он поехал на Золотой кубок КОНКАКАФ. На турнире он забил два гола: в матче группового этапа против сборной Тринидада и Тобаго и 1/4 финала против сборной Мексики.
В 2011 году Агилар во второй раз принял участие в Кубке Америки. На турнире он сыграл в матчах против сборных Коста-Рики, Аргентины, Боливии и Перу.
В 2014 году Абель попал в заявку национальной команды на участие в чемпионате мира в Бразилии. На турнире он сыграл в матчах против команд Греции, Кот-д’Ивуара и Уругвая.
В 2018 году в Агилар принял участие в чемпионате мира 2018 года в России. На турнире он сыграл в матче против команды Польши.

### Голы за сборную Колумбии
| № | Дата            | Место                                                 | Противник         | Счёт | Результат | Соревнование                       |
| - | --------------- | ----------------------------------------------------- | ----------------- | ---- | --------- | ---------------------------------- |
| 1 | 12 июля 2004    | Мансиче, Трухильо, Перу                               | Перу              | 1:2  | 2:2       | Кубок Америки 2004                 |
| 2 | 17 июля 2004    | Мансиче, Трухильо, Перу                               | Коста-Рика        | 0:1  | 0:2       | Кубок Америки 2004                 |
| 3 | 12 июля 2005    | Майами Оранж Боул, Майами, США                        | Тринидад и Тобаго | 1:2  | 1:2       | Золотой кубок КОНКАКАФ 2005        |
| 4 | 17 июля 2005    | Релайант Стэдиум, Хьюстон, США                        | Мексика           | 1:2  | 1:2       | Золотой кубок КОНКАКАФ 2005        |
| 5 | 6 февраля 2013  | Сан Лайф-стэдиум, Майами, США                         | Гватемала         | 3:0  | 4:1       | Товарищеский матч                  |
| 6 | 30 марта 2015   | Мохаммед бин Зайед Стэдиум, Абу-Даби, ОАЭ             | Кувейт            | 1:0  | 3:1       | Товарищеский матч                  |
| 7 | 11 октября 2016 | Метрополитано Роберто Мелендес, Барранкилья, Колумбия | Уругвай           | 1:0  | 2:2       | Чемпионат мира 2018 (квалификация) |

## Достижения
Командные
«Депортиво Кали»
- Победитель чемпионата Колумбии: Фин. 2005

Международные
Колумбия (до 20 лет)
- Чемпион молодёжного чемпионата Южной Америки: 2005